# Mediplus
Mediplus este o companie de distribuție de produse farmaceutice din România, înființată în 1997.
Compania face parte din grupul A&D Pharma, din care mai face parte și lanțul de farmacii Sensiblu.
În anul 2012, Mediplus era cel mai mare distribuitor de medicamente de pe piața locală de profil.
Cifra de afaceri:
- 2011: 648[1]
- 2010: 400[1]
- 2009: 319[1]
- 2008: 538[1]
- 2007: 429[1]
- 2006: 287 milioane euro[2]